# Масан, Олександр Миколайович
Олександр Масан (нар. 21 червня 1957 Плоска, УРСР) - радянський і український історик, кандидат історичних наук, провідний германіст та медієвіст. Найбільше відомий своїми дослідженнями Тевтонського оредену. Висунув концепцію про інспіровану Молдавським господарем інтервенцію загонів Мухи, та піддав критиці історіографію питання битви на Чудському озері.

## Біографія
Народився 1957 р. Закінчив факультет історії Чернівецького університету 1979 р. В 1989 році захистив кандидатську дисертацію на тему: Місто в державі Тевтонського ордену в XIII - первой половине XV ст. За матеріалами середньовічної Прусії. Працював на кафедрі давньої і середньовічної історії історичного факультету Чернівецького університету.